# Costantino II di Georgia
Costantino II Bagration (in georgiano  კონსტანტინე II?; 1447 circa – 27 aprile 1505) è stato un sovrano georgiano. 
Fu re di Georgia dal 1478 fino all'inizio del 1490, quando dovette riconoscere l'indipendenza dei suoi governanti rivali di Imerezia e Cachezia, e limitare il suo potere alla Cartalia. Nel 1505, Costantino II morì e gli successe il figlio Davide X.

## Biografia

Documento reale di Costantino II.

Costantino II era figlio di Demetrio III di Georgia. Nel 1465, insieme a suo zio, il re Giorgio VIII, Costantino fu fatto prigioniero dal principe ribelle Qvarqvare II Jaqeli, atabeg di Meschezia (un principato nel sud della Georgia). Riuscì, tuttavia, a sfuggire alla prigionia e, approfittando dell'assenza del re d'Imerezia Bagrat VI per una campagna militare in Cartalia, tentò invano di prendere il controllo della capitale imereziana Kutaisi. Nonostante il fallimento, continuò a considerarsi re ed in seguito ottenne un certo potere in Cartalia.
Nel 1476 suo zio re Giorgio VIII di Cachezia morì, e gli succedette suo figlio Alessandro, che rivendicava la corona georgiana. In Imerezia anche il figlio di Bagrat VI, un altro Alessandro, cospirava per prendere il potere. Tuttavia, con la morte di Bagrat nel 1478 Costantino fu in grado di allontanare suo cugino e diventare re di Georgia, uno stato però già frammentato e lacerato dalle aspre guerre civili. Alessandro si ritirò nelle regioni di Rach'a e Lechkhumi dove stabilì un principato indipendente. Nel frattempo la famiglia Jakeli, esponenti della nobiltà locale, raggiunsero l'indipendenza in Meschezia, tanto che nel 1483 Costantino fu sconfitto da Kvarkvare II Jakeli di Meschezia nella Battaglia di Aradeti. Alessandro II ne approfittò e si stabilì in Imerezia, ma perse di nuovo Kutaisi a favore di Costantino nel 1484. Nell'inverno del 1488, i turcomanni di Ak Koyunlu  guidati da Sufi Khalil Beg Mawsilu attaccarono la capitale Tbilisi, conquistandola dopo un lungo assedio nel febbraio 1489. Sebbene l'occupazione straniera della capitale non durasse a lungo, la situazione fu immediatamente sfruttata da Alessandro II che prese il controllo di Kutaisi e del resto dell'Imerezia.
Costantino tentò di ricondurre la Georgia all'unità, ma nel 1490 il Darbazi (o Consiglio reale) gli suggerì di accettare il particolarismo regionale che si era affermato. Costantino fu così costretto a riconoscere de jure i suoi cugini Alessandro I di Cachezia (nel 1490) e Alessandro II di Imerezia (nel 1491) come sovrani indipendenti e a concedere a Kvarkvare II di Meschezia una significativa autonomia: Costantino vide il suo regno ridotto alla Cartalia. Così, alla fine del XV secolo, la Georgia fu divisa in tre stati indipendenti (Cartalia a Costantino II, Cachezia ad Alessandro I e Imerezia ad Alessandro II) e cinque principati autonomi (Meschezia ai Jakeli, Mingrelia, Guria, Abcasia e Svanezia).
Tra il 1492 ed il 1496, Costantino tentò di ottenere un sostegno internazionale per riunire il paese e difenderlo dagli imperi musulmani sempre più aggressivi: la Turchia ottomana e l'Iran safavide. A tal fine, gli ambasciatori georgiani furono inviati alsultano mamelucco della dinastia Burij d'Egitto Qaytbay, e anche a Papa Alessandro VI ed a Isabella I di Castiglia. Le ambasciate, però, si rivelarono infruttuose.
Alla morte del figlio di Kvarkvare II, Kaikhosro I, avvenuta solo due anni dopo la sua salito al trono di Meschezia, gli successe il fratello Mzechabuk. Nel contempo i Safavidi iraniani, guidati dal re emergente (shah) Isma'il I minacciarono di saccheggiare lo stato feudale, se non altro per distrarsi dalla loro preda principale: lo Shirvan. Nello stesso anno, nel 1500, Ismail spinse Costantino e il re Alessandro II di Imerezia ad attaccare i possedimenti ottomani situati nelle vicinanze di Tabriz. Per precauzione, Ismail fece inviare ad Alessandro suo figlio Demetrio nell'appena conquistata regione di Shirvan, dove il principe negoziò un accordo di pace. Lo scià promise a Costantino che, una volta catturata Tabriz, avrebbe annullato il tributo che egli ancora pagava ai turcomanni di Ak Koyunlu. Ogni sovrano georgiano contribuì con 3 000 uomini che si sommarono ai 7 000 di Ismail, che nel 1503 riuscì riconquistare Nakhchivan dagli ottomani. Tuttavia, il sovrano savafide infranse la sua promessa e nominò Cartalia e Cachezia suoi vassalli.

### Morte
Costantino II morì nel 1505, lasciando il trono a suo figlio, Davide X. Come indicato dai documenti ecclesiastici sopravvissuti, potrebbe aver abdicato ed essersi ritirato in monastero assumendo il nome di Cirillo nel 1503 o nel 1504.

## Matrimonio e discendenza
Costantino II sposò nel 1473 Tamara (morto circa nel 1492). Ebbe i seguenti figli:
- Davide X, re di Cartalia;
- Giorgio IX, re di Cartalia;
- Bagrat I, principe di Mukhrani;
- Demetrio, co-regnante dal 1488 al 1490;
- Vaktang (fl. 1526);
- Alessandro (fl. 1526–1556) antenato della famiglia Gochashvili;
- Melchisedec II, patriarca di Georgia;
- Targamos (fl. 1517–1525);
- Gulshar, sposò il principe Kakhaber Chijavadze;
- Astandar, sposò il principe Manuchar;
- Marta.